# Martin Held
Martin Held (11 de noviembre de 1908 - 31 de enero de 1992) fue un actor teatral, cinematográfico y televisivo de nacionalidad alemana.

## Biografía
Su nombre completo era Martin Erich Fritz Held, y nació en Berlín, Alemania, siendo sus padres el mecánico  Albert Max Julius Held y su esposa, Emma Reimann. Aunque completó un aprendizaje de mecánica, en Siemens, en 1929 fue aceptado para estudiar en la Universidad de las Artes de Berlín, donde se formó como actor hasta 1931.

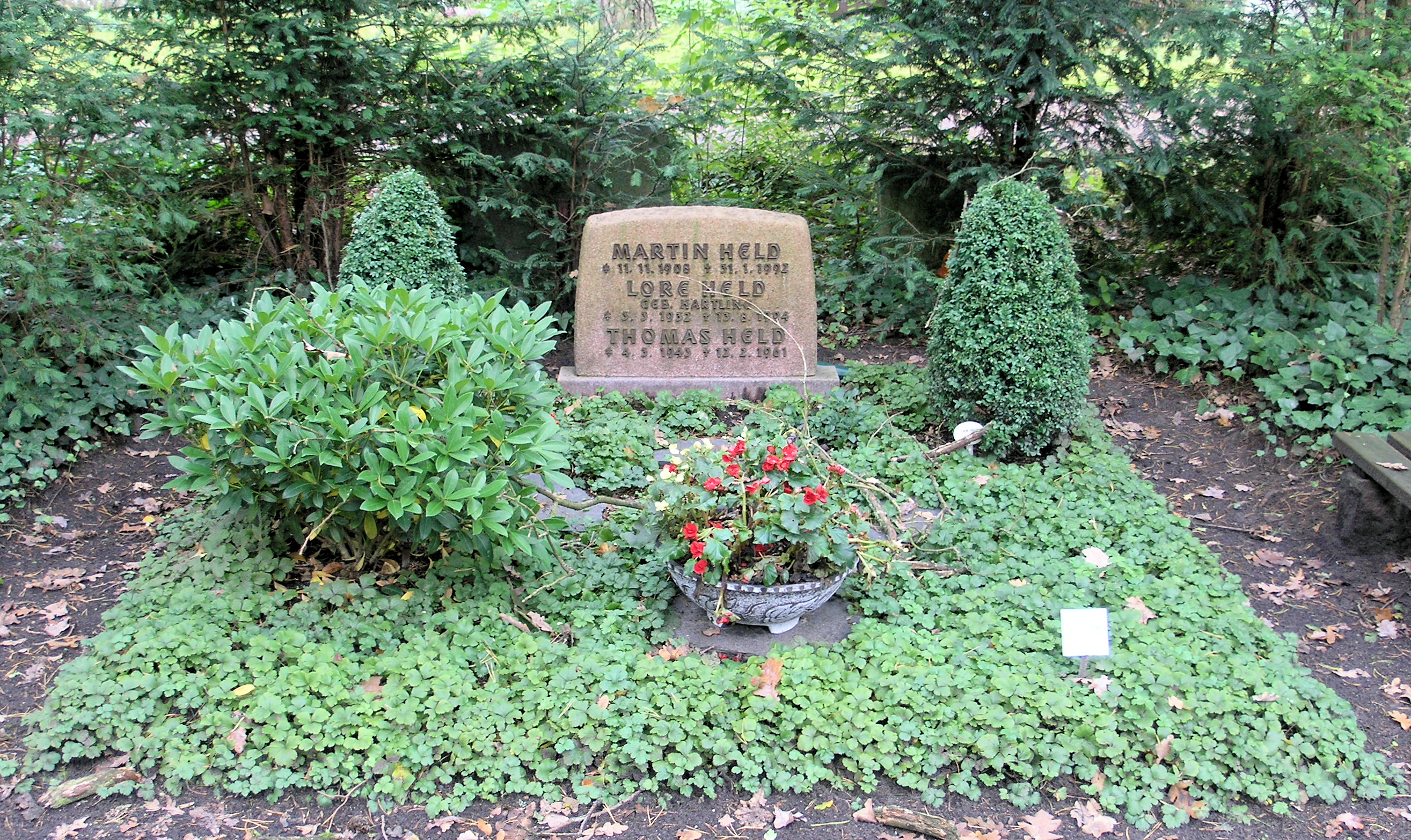
Tumba en el Cementerio Waldfriedhof Zehlendorf de Berlín

Held debutó en 1931 actuando en la obra Vor Sonnenuntergang. En la temporada 1931/32 actuó en el Landestheater für Ost- und Westpreußen en Königsberg, en 1933/34 en el Albert-Theater de  Dresde, en 1934/35 en el Stadttheater de Elbląg, entre 1935 y 1937 en el Stadttheater Bremerhaven, y desde 1937 a 1941 en el Landestheater de Darmstadt. Entre 1941 y 1951 formó parte del elenco del Städtische Bühnen Frankfurt.
En Fráncfort, en 1947 Held fue el General Harras en el estreno en Alemania del drama de Carl Zuckmayer Des Teufels General. En 1951 Boleslaw Barlog lo llamó para trabajar en el Staatliche Schauspielbühnen Berlin, teatro al que perteneció hasta el momento de su muerte. Allí actuó con intérpretes teatrales como Bernhard Minetti, Carl Raddatz, Wilhelm Borchert y Horst Bollmann, siendo dirigido por Fritz Kortner y Hans Lietzau, entre otros.
Held participó en el estreno en Alemania de la pieza teatral de Samuel Beckett La última cinta de Krapp. Sin embargo, y debido a que padecía una diabetes mellitus, Held hubo de retirarse del teatro en 1985, aunque también trabajó como presentador radiofónico y ocasionalmente hizo lecturas poéticas.
Sus interpretaciones irónicas, sus versátiles expresiones faciales y su personal voz pudieron ser vistas a partir de 1951 en el cine y también en la televisión. En Canaris encarnó a Reinhard Heydrich. En Der Hauptmann von Köpenick interpretó al Alcalde Obermüller. Otros de sus papeles fueron el de Dr. Schramm en Rosen für den Staatsanwalt, y el de Zänker en Die Herren mit der weißen Weste. 
Como actor de voz dobló a Pedro Armendáriz (Diane), E. G. Marshall (El motín del Caine), Edmond O’Brien (The Love God?) y Roland Young (And Then There Were None).
Held se casó por vez primera con la actriz Lilo Dietrich. Tuvieron un hijo, Thomas, nacido en 1943 y que se suicidó en 1961. En 1967 se casó con la actriz Lore Hartling. Tuvo dos hijos, Albert (nacido en 1964) y Maximilian (1967). Albert Held ha trabajado en el Volkstheater Wien, y Maximilian Held también es actor. 
Martin Held falleció en Berlín en el año 1992. Junto con su esposa Lore y su hijo Thomas descansa en una tumba honoraria en el Cementerio Waldfriedhof Zehlendorf, en la tumba Abt. XIII-W-525.
Su patrimonio escrito se conserva en el Archivo de la Academia de las Artes de Berlín.

## Filmografía (selección)

### Cine
- 1951 : Schwarze Augen
- 1952 : Heimweh nach Dir
- 1954 : Canaris
- 1955 : Alibi
- 1956 : Vor Sonnenuntergang
- 1956 : El capitán de Köpenick
- 1956 : Friederike von Barring
- 1956 : Spion für Deutschland
- 1957 : Banktresor 713
- 1957 : Der Fuchs von Paris (El zorro de París)
- 1958 : Nasser Asphalt
- 1959 : Meine Tochter Patricia
- 1959 : Rosen für den Staatsanwalt
- 1960 : Bumerang
- 1960 : Der letzte Zeuge
- 1961 : Die Ehe des Herrn Mississippi
- 1961 : Frau Cheneys Ende
- 1961 : Der Traum von Lieschen Müller
- 1962 : 90 Minuten nach Mitternacht
- 1962 : Das schwarz-weiß-rote Himmelbett
- 1963 : Liebe will gelernt sein
- 1963 : Una chica casi formal
- 1963 : Das große Liebesspiel
- 1964 : Verdammt zur Sünde
- 1966 : Lange Beine – lange Finger
- 1967 : Le plus vieux métier du monde
- 1967 : Fast ein Held
- 1969 : Dr. med. Fabian – Lachen ist die beste Medizin
- 1970 : Die Herren mit der weißen Weste
- 1972 : Hauptsache Ferien
- 1973 : El serpiente
- 1977 : Unordnung und frühes Leid
- 1978 : Der Pfingstausflug

### Televisión
- 1955 : Der Biberpelz (telefilm)
- 1955 : Die Schule der Väter (telefilm)
- 1957 : Ein besserer Herr (telefilm)
- 1958 : Ein Glas Wasser (telefilm)
- 1962 : Der Walzer der Toreros (telefilm)
- 1963 : Endspurt (telefilm)
- 1964 : Spätsommer (telefilm)
- 1965 : Michael Kramer (telefilm)
- 1965 : Die Hose (telefilm)
- 1966 : Gespenster (telefilm)
- 1967 : Die Mission (telefilm)
- 1969 : Der Sturm (telefilm)
- 1969 : Rumpelstilz (telefilm)
- 1969 : Spion unter der Haube (telefilm)
- 1969 : Das letzte Band (telefilm)
- 1971 : Yvonne, Prinzessin von Burgund (telefilm)
- 1972 : Der Kommissar (serie TV), episodio Die Tote im Park
- 1972 : Flint (telefilm)
- 1972 : Frohe Ostern (telefilm)
- 1973 : Eines langen Tages Reise in die Nacht (telefilm)
- 1974 : Unter einem Dach (serie TV)
- 1974 : Strychnin und saure Drops (telefilm)
- 1977 : Heinrich Zille (telefilm)
- 1978 : Niemandsland (telefilm)
- 1978 : Unsere kleine Welt (telefilm)
- 1978 : Der große Karpfen Ferdinand und andere Weihnachtsgeschichten (telefilm)
- 1980 : Kaninchen im Hut und andere Geschichten mit Martin Held (telefilm)
- 1981 : Der Alte (serie TV), episodio Der Gärtner
- 1983 : Der Raub der Sabinerinnen (telefilm)
- 1986 : Was zu beweisen war (telefilm)
- 1987 : Derrick (serie TV), episodio Mordfall Goos

## Radio
- 1946 : Johann Wolfgang von Goethe: Clavigo, dirección de Rudolf Rieth (Radio Frankfurt)
- 1947 : Morton Wishengrad: Der Talmud, dirección de Theodor Steiner (Radio Frankfurt)
- 1948 : Jo Hanns Rösler: Philine (Radio Frankfurt)
- 1949 : August Strindberg: Ein Traumspiel (Radio Frankfurt)
- 1949 : Johann Wolfgang von Goethe: Das Jahrmarktsfest zu Plundersweilern, dirección de Rudolf Rieth (Hessischer Rundfunk)
- 1949 : Oscar Wilde: Eine Frau ohne Bedeutung, dirección de Theodor Steiner (HR)
- 1949 : Hugo von Hofmannsthal: Das Salzburger große Welttheater, dirección de Theodor Steiner, con Hans Kettler (HR)
- 1949 : Alexander Lernet-Holenia: Die Frau des Potiphar, dirección de Theodor Steiner (HR)
- 1949 : Walter Erich Schäfer: Die Verschwörung, dirección de Karlheinz Schilling (HR)
- 1949 : Dorothy L. Sayers: Könige in Judäa, dirección de Fränze Roloff (HR)
- 1950 : Dorothy L. Sayers: König der Schmerzen, dirección de Fränze Roloff (HR)
- 1950 : Gerhart Hauptmann: Und Pippa tanzt!, dirección de Irene Kürschner (HR)
- 1950 : Burkhard Nadolny: Die zerstörte Stimme, dirección de Fränze Roloff (HR)
- 1950 : Günter Eich: Geh nicht nach El Kuwehd, dirección de Fränze Roloff (HR)
- 1950 : Alfred Andersch: Biologie und Tennis, dirección de Karlheinz Schilling (HR)
- 1950 : Hans Hömberg: Kirschen für Rom, dirección de Theodor Steiner (HR)
- 1950 : Georg Büchner: Leonce und Lena, dirección de Karlheinz Schilling (HR)
- 1951 : Rudyard Kipling: Das Dschungelbuch (Südwestfunk)
- 1951 : Ina Seidel: Die Fürstin reitet, dirección de Fränze Roloff (HR)
- 1951 : Friedrich Schreyvogel: Titania, dirección de Ludwig Cremer (Nordwestdeutscher Rundfunk)
- 1951 : Walther Franke-Ruta: Der Unbekannte von Collegno, dirección de Eduard Hermann (NWDR)
- 1951 : Antoine de Saint-Exupéry: Der kleine Prinz, dirección de Rudolf Rieth (HR)
- 1951 : Werner Brink: Es kommt doch an den Tag, dirección de Werner Oehlschläger (Rundfunk im amerikanischen Sektor)
- 1952 : Tennessee Williams: Die Glasmenagerie, dirección de Fränze Roloff (HR)
- 1952 : Gerd Bergmann: Junger Mann in Untermiete, dirección de Hans Bernd Müller (NWDR)
- 1952 : Robert Cedric Sherriff: Um sieben Uhr zu Hause, dirección de Hanns Korngiebel (Rundfunk im amerikanischen Sektor)
- 1952 : Hans Novak; Georg Zivier: Das Spiel geht weiter, dirección de Curt Goetz-Pflug (NWDR)
- 1952 : Alexander Lernet-Holenia: Spanische Komödie, dirección de Heinz von Cramer (Rundfunk im amerikanischen Sektor)
- 1952 : Nikolaus Spanuth: Die Weisen aus dem Morgenland, dirección de Curt Goetz-Pflug (NWDR)
- 1953 : Frank Harvey: Im 'Prince of Wales' , dirección de Rolf Purucker (Rundfunk im amerikanischen Sektor)
- 1951 : Hans Hömberg: Das Roß der fröhlichen Lerche, dirección de Peter Thomas (Rundfunk im amerikanischen Sektor)
- 1953 : Gerd Bergmann: Denn, Freunde, was ist Ruhm?, dirección de Curt Goetz-Pflug (NWDR)
- 1953 : Johannes Allen: Adam lächelt, dirección de Peter Thomas (HR)
- 1953 : Johannes Hendrich: Die Schnur am Hampelmann, dirección de Harald Philipp (Rundfunk im amerikanischen Sektor)
- 1954 : John Bradley: Der Kopf in der Schlinge, dirección de Rolf Purucker (Rundfunk im amerikanischen Sektor)
- 1954 : Heinz Oskar Wuttig: Orangen und Minze, dirección de Curt Goetz-Pflug (NWDR)
- 1954 : Richard Hey: Moonk, der Meuterer, dirección de Hans Bernd Müller (NWDR)
- 1954 : Simon Glas: Partisanen, dirección de Walter Knaus (Süddeutscher Rundfunk)
- 1954 : Kurt Kusenberg: Drachenkind – Dein Vater spinnt, dirección de Wolfgang Spier (Rundfunk im amerikanischen Sektor)
- 1954 : Alfred Happ: Ein Band Molière, dirección de Wolfgang Spier (Rundfunk im amerikanischen Sektor)
- 1954 : William Shakespeare: Timon von Athen, dirección de Ludwig Berger (Sender Freies Berlin)
- 1955 : Werner Barzel: Der Mann, der draußen blieb, dirección de Curt Goetz-Pflug (SFB)
- 1955 : Hugo von Hofmannsthal: Jedermann, dirección de Hans Bernd Müller (SFB)
- 1955 : Friedrich von Schiller: Demetrius, dirección de Ludwig Berger (SFB)
- 1955 : Jean Anouilh: Cecile oder Die Schule der Väter, dirección de Leopold Lindtberg, con Lothar Schluck y Friedrich Luft (Rundfunk im amerikanischen Sektor)
- 1955 : Anónimo: Das Benediktbeurer Weihnachtsspiel, dirección de Hans Bernd Müller (SFB)
- 1957 : Walter Hasenclever: Ein besserer Herr, dirección de Hans Lietzau (Rundfunk im amerikanischen Sektor)
- 1957 : Johannes Hendrich: Unter falscher Flagge, dirección de Hans Lietzau (SFB)
- 1957 : Otto Zarek: Albert Ballin, dirección de Erich Köhler (SFB)
- 1957 : J. B. Priestley: Und das am Montagmorgen, dirección de Karl Metzner (Rundfunk im amerikanischen Sektor)
- 1957 : Alfred Neumann: Die Goldquelle, dirección de Heinz-Günter Stamm (Bayerischer Rundfunk)
- 1957 : Jean Anouilh: Der Walzer des Toreros, dirección de Paul Hoffmann (Rundfunk im amerikanischen Sektor)
- 1957 : Horst von der Heyde: Heinrich Friedrich Karl vom und zum Stein, dirección de Hans Drechsel (SFB)
- 1957 : Alfred Andersch: Fahrerflucht, dirección de Marcel Wall (SWF / Radio Bremen)
- 1957 : George Bernard Shaw: Ländliche Werbung, dirección de Hanns Korngiebel (Rundfunk im amerikanischen Sektor)
- 1958 : Arch Oboler: Begegnung mit dir selbst (1ª parte: Begegnung in Afrika) , dirección de Kurt Reiss (Norddeutscher Rundfunk)
- 1958 : Jean Giraudoux: Judith, dirección de Ludwig Cremer (NDR)
- 1958 : Walter Erich Schäfer: Die Himmelfahrt des Physikers M. N., dirección de Hanns Korngiebel (Rundfunk im amerikanischen Sektor)
- 1958 : Sándor Márai: Das Verhör, dirección de Fritz Schröder-Jahn (NDR)
- 1959 : Curt Goetz: Lohengrin, dirección de Tom Toelle (SFB)
- 1959 : Jean Giraudoux: Die Irre von Chaillot, dirección de Willy Schmidt (SFB / Teatro Schiller de Berlín)
- 1959 : Johannes Hendrich: Der Fall Dr. Sorge, dirección de Rolf von Goth (SFB)
- 1960 : Mischa Mleinek: Herzog zu vermieten, dirección de Tom Toelle (SFB)
- 1960 : Umberto Morucchio: Der schönste Tag, dirección de Rolf Purucker (Rundfunk im amerikanischen Sektor)
- 1960 : Jean Anouilh: General Quixotte, dirección de Rudolf Steinboeck (SFB / RB)
- 1960 : Wolfgang Neuss; Herbert Kundler: Der Mann mit der Pauke in "Wir Kellerkinder", dirección de Wolfgang Spier (Rundfunk im amerikanischen Sektor / NDR)
- 1960 : Georg Zivier: Berlin und das Romanische. Von der schöpferischen Bohème, dirección de Hanns Korngiebel (Rundfunk im amerikanischen Sektor)
- 1960 : Marie Luise Kaschnitz: Die Reise des Herrn Admet, dirección de Fränze Roloff (HR)
- 1960 : Henry Reed: Unter Genies und feinen Leuten (episodio 2: Das Privatleben der Hilda Tablet) , dirección de Joachim Hoene (SWF / NDR)
- 1960 : Henry Reed: Unter Genies und feinen Leuten (episodio 3: Ohne mit der Wimper zu zucken...) , dirección de Joachim Hoene (SWF / NDR)
- 1960 : Henry Reed: Unter Genies und feinen Leuten (episodio 4: Holde Wiege unserer Welt) , dirección de Joachim Hoene (SWF / NDR)
- 1960 : Hellmut von Cube: Morgen sind Sie König, dirección de Heinz-Günter Stamm (BR)
- 1962 : Georg Zivier: Dem deutschen Volke – Der Reichstag, dirección de Hermann Schindler (Rundfunk im amerikanischen Sektor)
- 1962 : Max Frisch: Andorra, dirección de Fritz Kortner (SFB / Teatro Schiller)
- 1963 : Jacques Audiberti: Jacques Herz, dirección de Heinz von Cramer (SWF / BR)
- 1964 : Yvan Noé; Pierette Caillol: Das Verbrechen, dirección de Heinz-Günter Stamm (BR)
- 1964 : Hans Kasper: Das Pferd der Griechen, dirección de Hans Bernd Müller (SFB / BR / HR / RB)
- 1964 : James Matthew Barrie: Das Testament, dirección de Hans Bernd Müller (SFB)
- 1965 : Rolf Schroers: Der Fall Trinkhelm, dirección de Fränze Roloff (HR / Westdeutscher Rundfunk / RB)
- 1966 : Carl Erik Martin Soya: Wir Dichter, dirección de Ulrich Lauterbach (Rundfunk im amerikanischen Sektor)
- 1966 : William Hanley: Komm', flüstere in mein gutes Ohr, dirección de Wolfgang Spier (Rundfunk im amerikanischen Sektor)
- 1968 : Peter Albrechtsen: Der Pfingstausflug, dirección de Hanns Korngiebel (Rundfunk im amerikanischen Sektor / BR)
- 1968 : Barry Bermange: Katzenjammer, dirección de Ulrich Gerhardt (Rundfunk im amerikanischen Sektor)
- 1968 : Wilhelm Meyer: Unfallflucht, dirección de Rudolf Noelte (RB / HR)
- 1969 : Dieter Kühn: U-Boot-Spiel, dirección de Friedhelm Ortmann (WDR / Saarländischer Rundfunk / HR)
- 1969 : Charles Dickens: Die Pickwickier, dirección de Ulrich Lauterbach (HR / WDR)
- 1969 : Dieter Kühn: Soma-Säma, dirección de Friedhelm Ortmann (WDR)
- 1970 : Rolf Schneider: Krankenbesuch, dirección de Friedhelm Ortmann (WDR / BR / HR)
- 1970 : Theodor Weißenborn: Zeugnis humanistischer Reife, dirección de Friedhelm Ortmann (WDR)
- 1973 : Rudolf Bayr: Über den Gebrauch winterlicher Gebirge, dirección de Rolf von Goth (SFB)
- 1973 : Miklos Gyarfas: Angst und Bang, dirección de Friedhelm Ortmann (WDR)
- 1973 : Rodney David Wingfield: Aasgeier, dirección de Otto Düben (SDR)
- 1973 : John McGrath: Angel of the morning, dirección de Rolf von Goth (SFB)
- 1973 : Stanisław Lem: Nacht und Schimmel, dirección de Friedhelm Ortmann (WDR)
- 1974 : James Cameron: Die Pumpe, dirección de Otto Kurth (BR / SFB / WDR)
- 1974 : Hubert Monteilhet: Junge Witwe ohne Vermögen, dirección de Rolf von Goth (SFB)
- 1974 : Peter Rühmkorf: Im Sperrmüll, dirección de Friedhelm Ortmann (WDR)
- 1974 : Theodor Fontane: Effi Briest, dirección de Rudolf Noelte (SFB / BR / HR)
- 1974 : Franz Hiesel: Die gar köstlichen Folgen einer mißglückten Belagerung, dirección de Hans Bernd Müller (SFB / WDR / HR)
- 1983 : Ernst Toller: Hoppla, wir leben, dirección de Willi Schmidt (SFB)
- 1983 : Thomas Rübenacker: Verklärung und Tod, dirección de Heinz Dieter Köhler (WDR)
- 1984 : Robert Pinget: Toter Mortin nicht tot, dirección de Walter Adler (SDR)
- 1988 : Iacovos Kambanellis: Die vier Beine des Tisches, dirección de Friedhelm Ortmann (WDR)

## Premios
- 1952 : Premio de la crítica alemana
- 1955 : Filmband in Gold de los Deutscher Filmpreis por Canaris
- 1956 : Preis der deutschen Filmkritik por Der Hauptmann von Köpenick
- 1958 : Premio de las artes de la ciudad de Berlín
- 1958 : Cruz de Oficial de la Orden del Mérito de la República Federal de Alemania
- 1963 : Nombramiento honorario como Staatsschauspieler
- 1967 : Premio Ernst Lubitsch por Fast ein Held
- 1969 : Verleihung der Goldenen Kamera por Rumpelstilz
- 1978 : Ernst Reuter Plakette de la ciudad de Berlín
- 1978 : Cruz de Comendador de la Orden del Mérito de la República Federal de Alemania
- 1979 : Goldener Vorhang del Berliner Theaterclub
- 1980 : Filmband in Gold de los Deutscher Filmpreis por su trayectoria
- 1981 : Cruz de Gran Oficial de la Orden del Mérito de la República Federal de Alemania
- 1984 : Goldener Vorhang
- 1984 : Silbernes Blatt del Sindicato de autores dramáticos
- 1985 : Goldener Vorhang
- 1986 : Nombrado Profesor „honoris causa“ por el Senado de Berlín
- 1988 : Gran Cruz de la Orden del Mérito de la República Federal de Alemania